# Radioteleviziunea Voivodinei
Radioteleviziunea Voivodinei (în sârbocroată Радио Телевизија Војводине / Radio Televizija Vojvodine, în maghiară Vajdasági rádió és televízió, în slovacă Radio Televizia Vojvodiny, în ruteană: Радіо Телебачення Воєводини; abr. РТВ / RTV) este radiodifuzorul public regional din provincia sârbă Voivodina. Sediul central se află în Novi Sad.

## Istorie

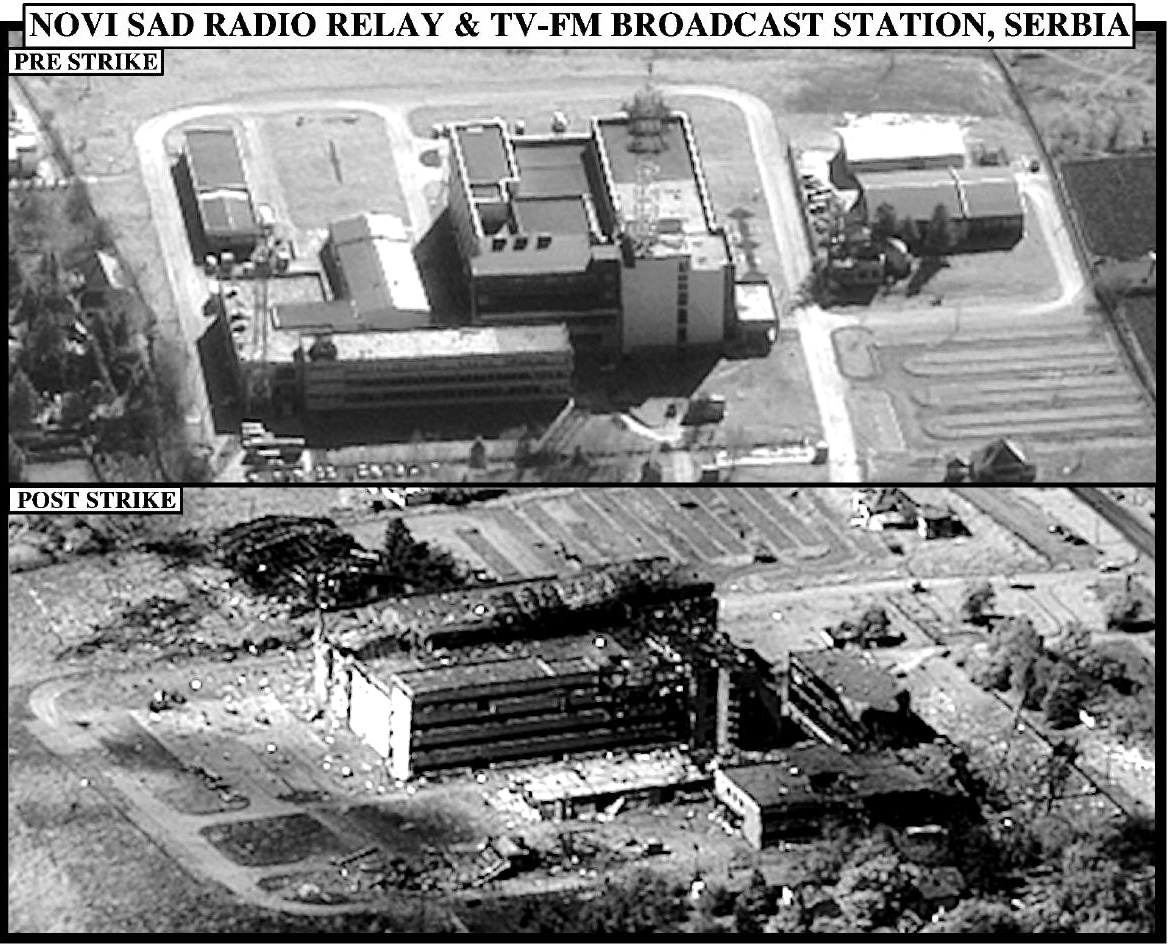
Sediul Radio-Televiziunii din Voivodina, înainte și după bombardarea NATO din 1999

Anterior, a fost cunoscută sub numele de Radioteleviziunea Novi Sad (în sârbă Радио Телевизија Нови Сад(РТНС) / Radio Televizija Novi Sad  (RTNS)). În 1992, Radioteleviziunea Novi Sad, împreună cu Radioteleviziunea Belgrad (RTB) și Radioteleviziunea Pristina (RTP) au devenit parte a Radioteleviziunii din Serbia. În 1999, clădirile RTNS din cartierul Mišeluk din Novi Sad au fost bombardate și distruse de forțele aeriene NATO. După război, RTNS a fost mutat în noua clădire din centrul orașului. 
În mai 2006, Radioteleviziunea din Serbia a fost împărțită oficial în două sisteme de radiodifuziune publică: Radioteleviziunea Sârbă (Serviciul Public al Serbiei) cu sediul central la Belgrad și Radioteleviziunea din Voivodina (Serviciul Public Vojvodina) cu sediul în Novi Sad. 

## Limbi
Radio Televiziunea Voivodinei difuzează programe în 7 limbi: sârbă, maghiară, croată, slovacă, ruteană, română și țigănească. 
Anumite emisiuni TV sunt, de asemenea, traduse în limba semnelor. 
Începând cu toamna anului 2011, au fost transmise și programe și știri în limba germană. 

## Radio
RTV are următoarele canale radio: 
- Radio Novi Sad 1 (Радио Нови Сад 1), în sârbă
- Radio Novi Sad 2 (Радио Нови Сад 2), în maghiară
- Radio Novi Sad 3 (Радио Нови Сад 3), în croată, slovacă, ruteană, română și țigănească

## Televiziune

### Canalele TV actuale
- Radioteleviziunea Voivodina 1 (Радио телевизија Војводине 1), în sârbă.
- Radioteleviziunea Voivodina 2 (Рaдио телевизија Војводине 2), în limba sârbă și cele minoritare.

### Canalele TV 1999–2006
Înainte de transformarea televiziunii în Radioteleviziunea din Voivodina, Radio Televiziune Novi Sad a avut două canale: 
- TV Novi Sad 1 (Tv Нoви Сaд 1)
- TV Novi Sad 2 (ТВ Нови Сад 2)

### Canalele TV înainte de 1999
Înainte de bombardarea NATO, Radioteleviziunea Novi Sad a avut două canale: 
- TV Novi Sad (ТВ Нови Сад)
- TV Novi Sad plus (TВ Нови Сад плус)

## Emisiuni  internaționale, difuzate de RTV
| Denumirea originală           | Numele local                                     | Origine       |
| ----------------------------- | ------------------------------------------------ | ------------- |
| Tarzan                        | Тарзан Tarzan                                    | Statele Unite |
| Frații Karamazov              | Браћа Карамазови Braća Karamazovi                | Rusia         |
| Les Jurés                     | Доба злочина Doba zločina                        | Franța        |
| Frasier                       | Фрејжер Frejžer                                  | Statele Unite |
| Nothing Too Good for a Cowboy | Каубоју никад удовољити Kauboju nikad udovoljiti | Canada        |
| Rachael Ray                   | Рејчел Реј Rejčel Rej                            | Statele Unite |
| La Tassista                   | Таксисткиња Taksistkinja                         | Italia        |